# Haumaniastrum caeruleum
Haumaniastrum caeruleum is een soort uit de lipbloemenfamilie (Lamiaceae). Het is een vaste plant die jaarlijks een tot meerdere stengels voorbrengt. Deze stengels kunnen 1 meter hoog worden en hebben een kleine houtachtige onderstam en een vezelig wortelstelsel. De plant wordt uit het wild geoogst voor lokaal gebruik als voedsel, medicijn en parfum.
De soort komt voor in tropisch Afrika, van Senegal tot in Ethiopië en verder zuidwaarts tot in Angola, Zambia, Zimbabwe en Malawi. Hij groeit daar in vochtige plaatsen in graslanden en open boslanden. De plant groeit op hoogtes tussen de 200 en 2100 meter.
Lokaal wordt de plant voor verschillende doeleinden gebruikt. De bladeren kunnen worden gekookt en gegeten als groente. Na verbranding van de plant kan de as als plantaardig zout gebruikt worden. Verder hebben de bladeren een medicinale werking tegen koorts en hoofdpijn. Wanneer de bladeren in olie gemengd worden, kan dat als parfum gebruikt worden.
... · 
Ajuga (Zenegroen) · 
Anisomeles · 
Ballota (Ballote) · 
Basilicum · 
Cleonia · 
Clinopodium (Steentijm) · 
Dasymalla · 
Galeopsis (Hennepnetel) · 
Glechoma · 
Haplostachys · 
Hemiandra · 
Hyssopus · 
Lagochilus · 
Lamiastrum · 
Lamium (Dovenetel) · 
Lavandula (Lavendel) · 
Leonurus · 
Lycopus · 
Marrubium · 
Melissa (Melisse) · 
Mentha (Munt) · 
Nepeta (Kattenkruid) · 
Ocimum (Basilicum) · 
Origanum (Marjolein) · 
Perovskia · 
Phlomis · 
Prunella (Brunel) · 
Renschia · 
Rosmarinus · 
Salvia (Salie) · 
Satureja (Bonenkruid) · 
Scutellaria (Glidkruid) · 
Stachys (Andoorn) · 
Teucrium (Gamander) · 
Thymus (Tijm) · 
Vitex · 
Westringia · 
...